# Миртаджиев, Джалалитдин Турсунович
Джалалитдин (Равшан) Турсунович Миртаджиев (15 февраля 1954, Ташкент, Узбекская ССР, СССР — 6 февраля 2015, Ташкент, Узбекистан) — узбекский скульптор. Заслуженный работник культуры Узбекистана (1998), Народный художник Узбекистана (2003), академик Академии художеств Узбекистана.

## Биография
В 1972 г. окончил обучение в отделении скульптуры Республиканского художественного училища имени П. П. Бенькова у педагога Ф. И. Грищенко. В 1977 г. окончил Ташкентский театрально-художественный институт им. А.Островского. В 1979—1996 гг. работал в Андижане.
С 1983 г. — член Союза художников Узбекистана, с 1997 г. — член Творческого объединения художников при Академии художеств Узбекистана. В 2005—2015 гг. — заместитель председателя Академии Художеств Узбекистана.
В 2011 г. являлся временно исполняющим обязанности председателя Академии художеств Узбекистана.
Автор многочисленных монументов, установленных во многих городах Узбекистана и за рубежом. Среди его работ — памятники Абдулле Кадыри, Гафуру Гуляму, Зульфие, Ойбеку, Беруни, Саиду Ахмаду и Саиде Зуннуновой в Ташкенте, Бабуру и Чулпану в Андижане, Рудаки и Мирзо Улугбеку в Самарканде, Фитрату в Бухаре, Эльбеку в Газалкенте, монументы «Клятва Родине» («Ватанга касамёд») в столице, «Скорбящая мать» в Джизаке, Андижане и Фергане.
Созданные им скульптуры установлены в ряде мировых столиц — это памятники Улугбеку и Навои в Москве, Улугбеку и Авиценне и Риге, Навои в Баку и Токио, аль-Фергани в Каире, Камолиддину Бехзоду в Китае. Модель памятника Навои находится в Библиотеке Конгресса США в Вашингтоне.
Являлся почетным профессором Шанхайского университета.

## Награды и звания
- Орден «За бескорыстную службу» (2021, посмертно)[1]
- Народный художник Узбекистана (2003).
- Заслуженный работник культуры Узбекистана (1998)[2].
- Почётная грамота Московской городской Думы (2013)[3]
- Награждён медалью Токийского художественного музея Фудзи за вклад в искусство (2004), лауреат международной премии имени Захириддина Бобра. В 2009 г. был назван Скульптором года в Узбекистане.